# Champlevé

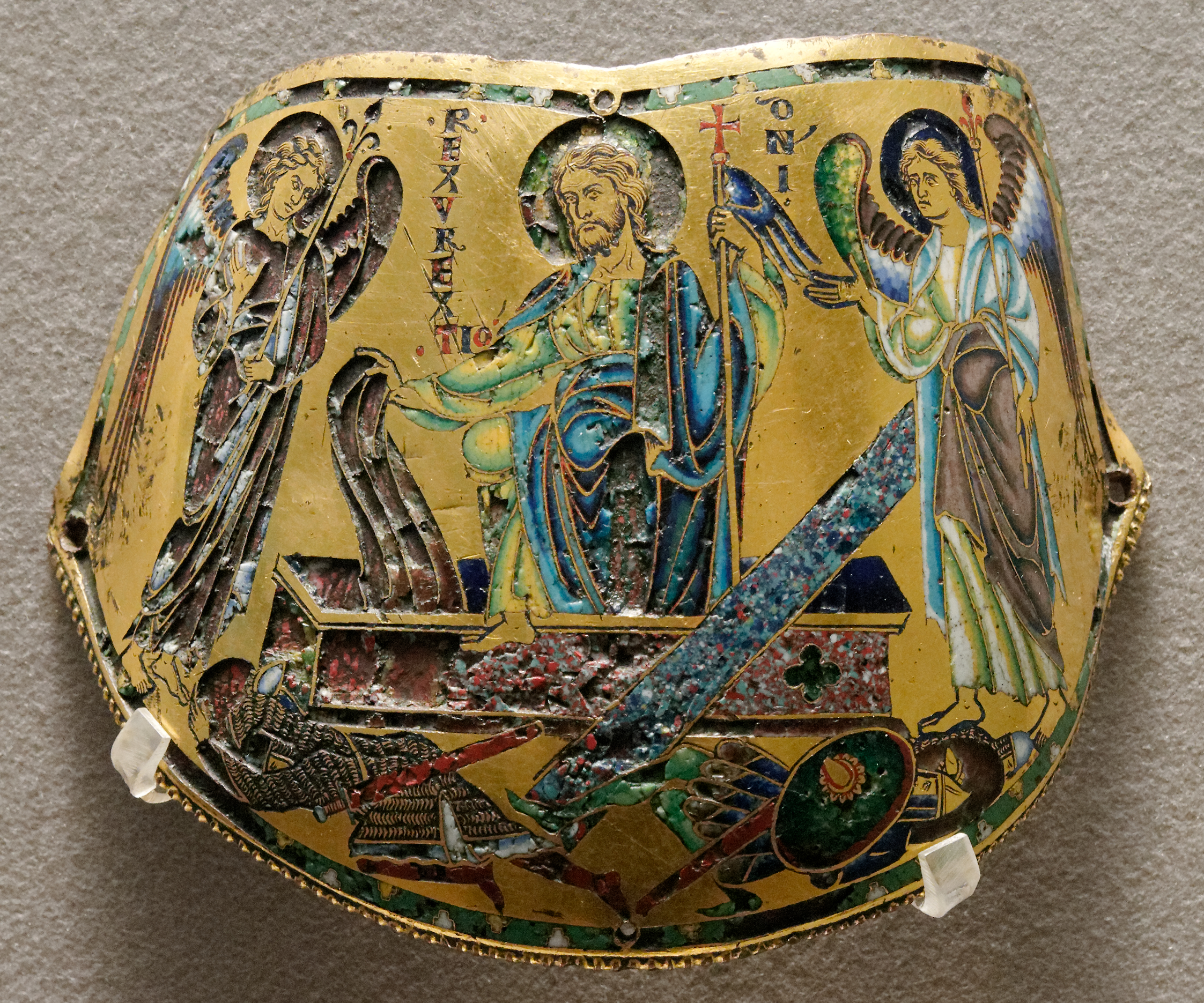
Adorno de brazo de alta calidad de arte mosano del, algo dañado, se pueden observar las hendiduras en la fundición donde se aloja el esmalte.

Champlevé es una técnica de esmaltado utilizada en artes decorativas, o un objeto producido utilizando dicho proceso, en el que celdas son talladas, grabadas, golpeadas o producidas durante el colado de la fundición en la superficie de un objeto metálico, las celdas luego son rellenadas con esmalte vítreo. La pieza es luego cocida hasta que el esmalte se funde, y luego de enfriada la superficie se procede a pulir el objeto. Los sectores que no han sido tallados de la superficie permanecen visibles como un marco de los diseños con esmalte; por lo general son doradas en arte medieval. El nombre proviene de la expresión en francés "campo elevado", donde "campo" hace referencia al fondo, aunque en realidad la técnica hunde la zona a ser esmaltada en vez de elevar el resto de la superficie. 
La técnica ha sido utilizada desde tiempos antiguos, aunque ya no es una de las técnicas de esmaltado más comúnmente utilizadas. Champlevé es adecuada para el recubrimiento de zonas relativamente grandes, y para imágenes figurativas, aunque inicialmente fue muy usada en el arte celta para diseños geométricos. En el arte románico se la utilizó en todo su potencial, para decorar joyeros, placas y recipientes. 
Champlevé se diferencia de la técnica de esmaltado denominada cloisonné en que en esta última los alojamientos para el esmalte son fabricados mediante la soldadura de delgadas cintas de metal a la superficie del objeto. La diferencia entre las dos técnicas es análoga a la que existe entre las técnicas de tallado en madera denominadas intarsia y marquetería. Se diferencia de la técnica denominada basse-taille, que la sucedió en los trabajos góticos de alta calidad góticos, en que la base de los alojamientos para el esmalte son rugosos, y por lo tanto solo se utilizan esmaltes de colores opacos. En basse-taille los alojamientos son modelados, y se utilizan esmaltes translúcidos, para conseguir efectos más sutiles, como por ejemplo en la Copa Real de Oro parisina del siglo XIV.

## Galería

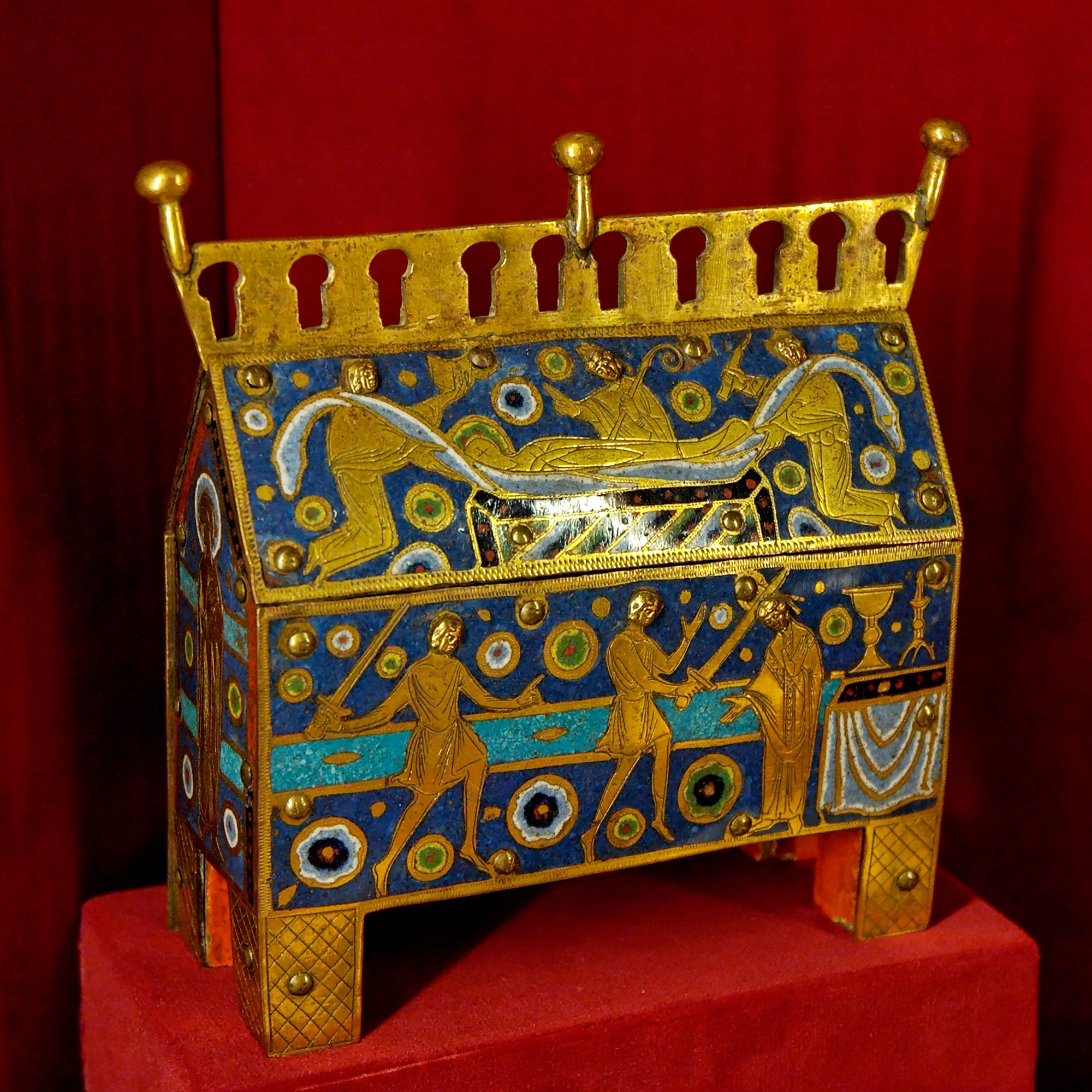
Relicario cobre-dorado champlevé de forma típica "cofre" con escenas de la historia de Thomas Beckett. Fabricado en España, un centro de esmaltado medieval.
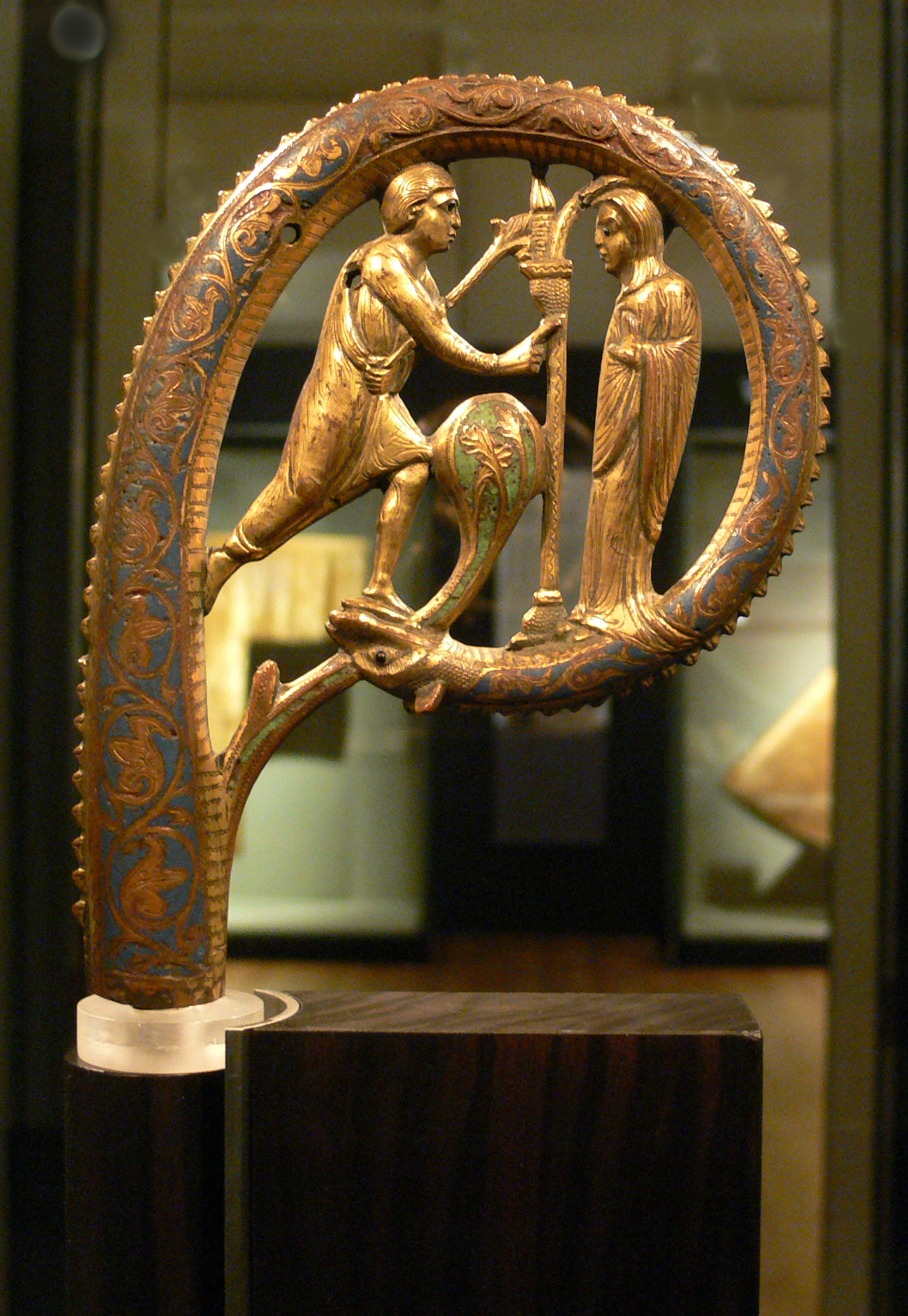
Báculo, Limoges, principios del siglo XIII, con la escena de la Anunciación .
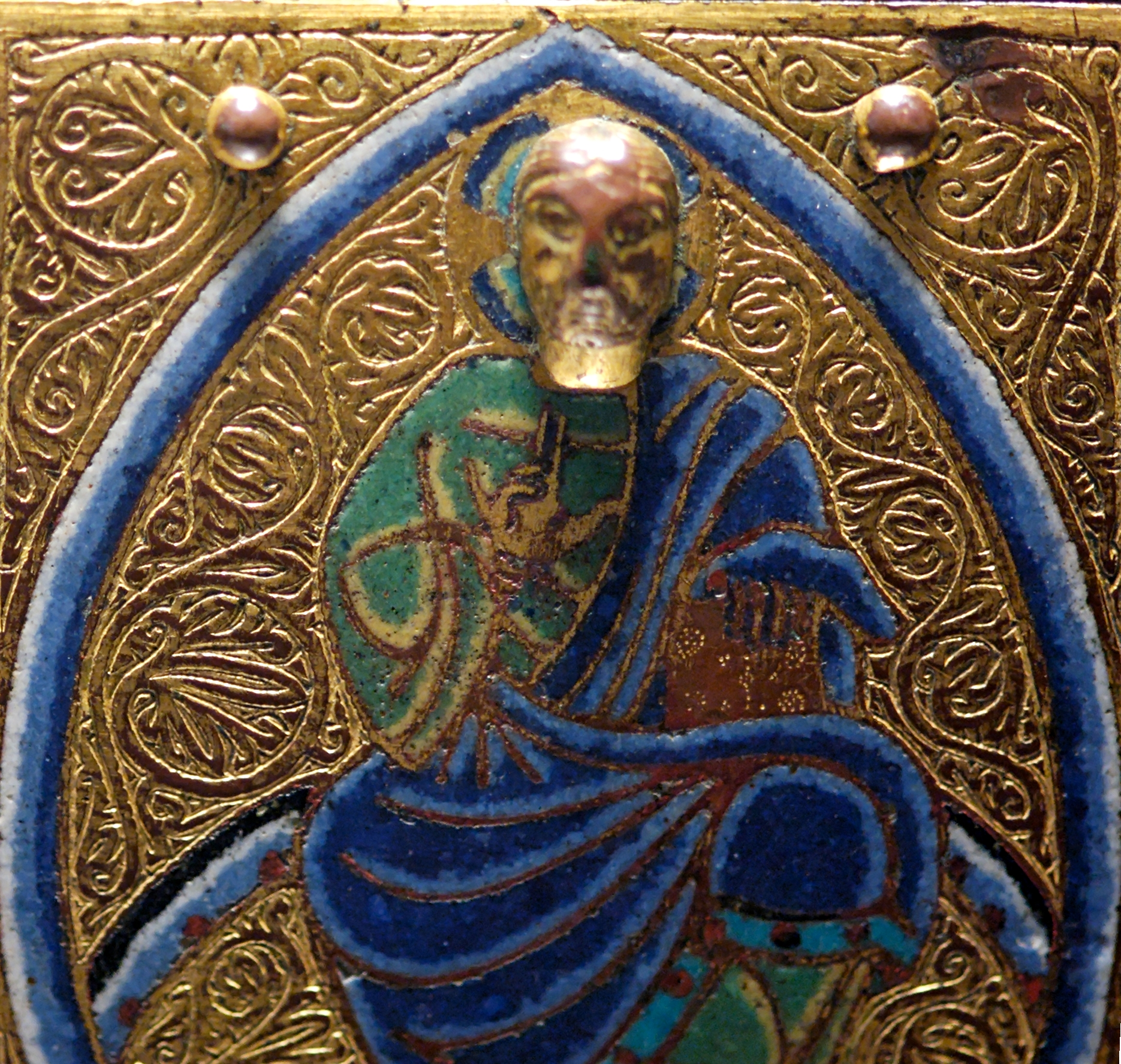
Detalle de un vermículo o chasse  del siglo XIII de Limoges, con una cabeza modelada que se proyecta sobre un fondo plano.
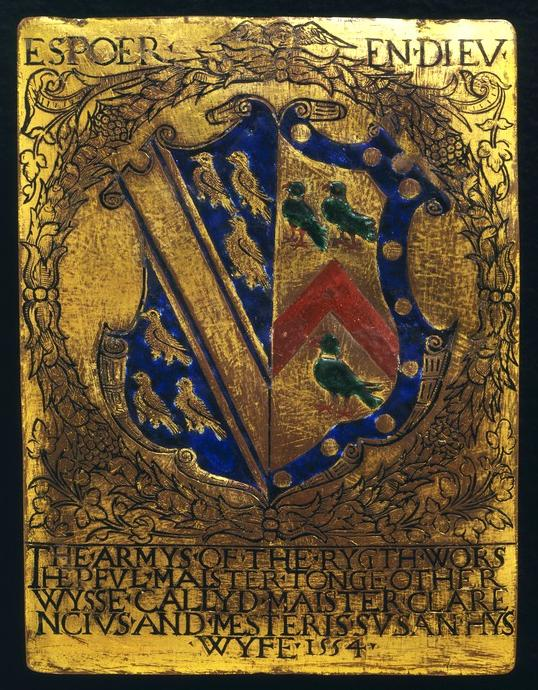
Placa esmaltada champlevé sobre cobre, 1554, V&A Museum no. 4358-1857
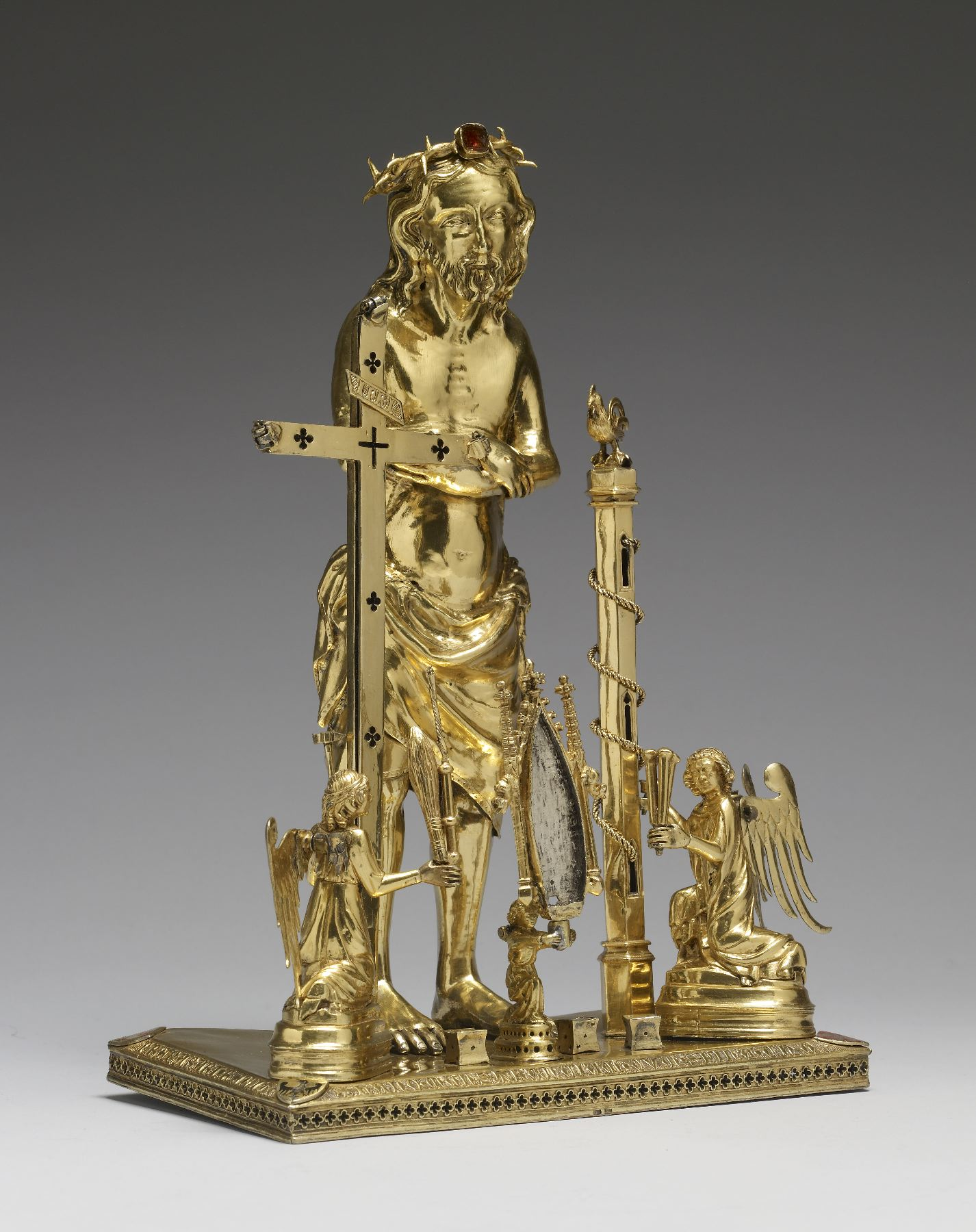
Relicario bohemio del Señor de las penas: plata dorada, plata, esmalte champleve, pasta de vidrio (imitación rubí). Museo Walters.
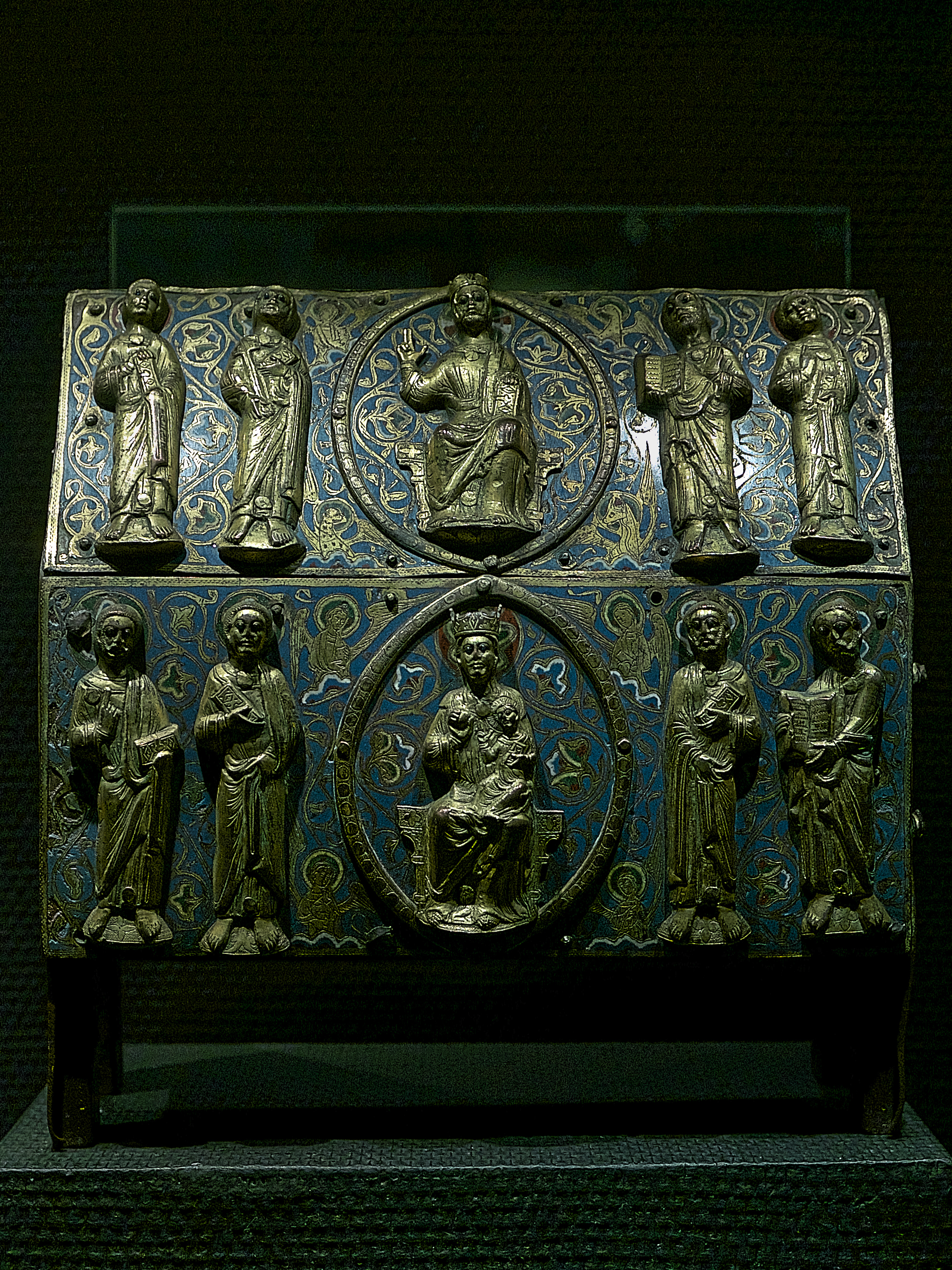
Arqueta recubierta con placas de cobre esmaltado (Catedral de Huesca)